# Seznam týmů a jezdců na Tour de France 2003
Na startovní listině Tour de France 2003  bylo celkem 198 cyklistů z 22 cyklistických stájí. 90. ročníku Tour de France se účastnili dva čeští cyklisté – René Andrle (celkově 83. místo), startující za španělskou stáj  ONCE–Eroski a Pavel Padrnos (celkově 102. místo), startující za americkou stáj  U.S. Postal Service.
| Číslo | Jezdec                  |
| ----- | ----------------------- |
| 1     | Lance Armstrong (USA)   |
| 2     | Roberto Heras (ESP)     |
| 3     | Manuel Beltrán (ESP)    |
| 4     | Vjačeslav Jekimov (RUS) |
| 5     | George Hincapie (USA)   |
| 6     | Floyd Landis (USA)      |
| 7     | Pavel Padrnos (CZE)     |
| 8     | Víctor Hugo Peña (COL)  |
| 9     | José Luis Rubiera (ESP) |

| Číslo | Jezdec                            |
| ----- | --------------------------------- |
| 11    | Joseba Beloki (ESP)               |
| 12    | René Andrle (CZE)                 |
| 13    | José Azevedo (POR)                |
| 14    | Álvaro González de Galdeano (ESP) |
| 15    | Jörg Jaksche (GER)                |
| 16    | Isidro Nozal (ESP)                |
| 17    | Mikel Pradera (ESP)               |
| 18    | Marcos Serrano (ESP)              |
| 19    | Angel Vicioso (ESP)               |

| Číslo | Jezdec                   |
| ----- | ------------------------ |
| 21    | Santiago Botero (COL)    |
| 22    | Mario Aerts (BEL)        |
| 23    | Rolf Aldag (GER)         |
| 24    | Giuseppe Guerini (ITA)   |
| 25    | Matthias Kessler (GER)   |
| 26    | Andreas Klöden (GER)     |
| 27    | Daniele Nardello (ITA)   |
| 28    | Alexandr Vinokurov (KAZ) |
| 29    | Erik Zabel (GER)         |

| Číslo | Jezdec                           |
| ----- | -------------------------------- |
| 31    | Francisco Mancebo (ESP)          |
| 32    | Juan Antonio Flecha (ESP)        |
| 33    | José Vicente Garcia Acosta (ESP) |
| 34    | Vladimir Karpec (RUS)            |
| 35    | Pablo Lastras (ESP)              |
| 36    | Děnis Meňšov (RUS)               |
| 37    | Juan Miguel Mercado (ESP)        |
| 38    | Jevgenij Petrov (RUS)            |
| 39    | Xabier Zandio (ESP)              |

| Číslo | Jezdec                 |
| ----- | ---------------------- |
| 41    | Levi Leipheimer (USA)  |
| 42    | Michael Boogerd (NED)  |
| 43    | Bram de Groot (NED)    |
| 44    | Óscar Freire (ESP)     |
| 45    | Robert Hunter (RSA)    |
| 46    | Marc Lotz (NED)        |
| 47    | Grischa Niermann (GER) |
| 48    | Marc Wauters (BEL)     |
| 49    | Remmert Wielinga (NED) |

| Číslo | Jezdec                     |
| ----- | -------------------------- |
| 51    | Gilberto Simoni (ITA)      |
| 52    | Leonardo Bertagnolli (ITA) |
| 53    | Salvatore Commesso (ITA)   |
| 54    | Danilo Di Luca (ITA)       |
| 55    | Paolo Fornaciari (ITA)     |
| 56    | Gerrit Glomser (AUT)       |
| 57    | Jörg Ludewig (GER)         |
| 58    | Fabio Sacchi (ITA)         |
| 59    | Stefano Zanini (ITA)       |

| Číslo | Jezdec                     |
| ----- | -------------------------- |
| 61    | David Millar (GBR)         |
| 62    | Médéric Clain (FRA)        |
| 63    | Iñigo Cuesta (ESP)         |
| 64    | Philippe Gaumont (FRA)     |
| 65    | Massimiliano Lelli (ITA)   |
| 66    | David Moncoutié (FRA)      |
| 67    | Luis Pérez Rodriguez (ESP) |
| 68    | Guido Trentin (ITA)        |
| 69    | Cédric Vasseur (FRA)       |

| Číslo | Jezdec                   |
| ----- | ------------------------ |
| 71    | Tyler Hamilton (USA)     |
| 72    | Michael Blaudzun (DEN)   |
| 73    | Nicolas Jalabert (FRA)   |
| 74    | Bekim Christensen (DEN)  |
| 75    | Andrea Peron (ITA)       |
| 76    | Peter Luttenberger (AUT) |
| 77    | Jakob Piil (DEN)         |
| 78    | Carlos Sastre (ESP)      |
| 79    | Nicki Sørensen (DEN)     |

| Číslo | Jezdec                    |
| ----- | ------------------------- |
| 81    | Ivan Basso (ITA)          |
| 82    | Marzio Bruseghin (ITA)    |
| 83    | Dario David Cioni (ITA)   |
| 84    | Aitor González (ESP)      |
| 85    | Volodymyr Hustov (UKR)    |
| 86    | Nicola Loda (ITA)         |
| 87    | Sven Montgomery (SUI)     |
| 88    | Alessandro Petacchi (ITA) |
| 89    | Marco Velo (ITA)          |

| Číslo | Jezdec                  |
| ----- | ----------------------- |
| 91    | Sandy Casar (FRA)       |
| 92    | Jimmy Casper (FRA)      |
| 93    | Baden Cooke (AUS)       |
| 94    | Carlos Da Cruz (FRA)    |
| 95    | Nicolas Fritsch (FRA)   |
| 96    | Bradley McGee (AUS)     |
| 97    | Christophe Mengin (FRA) |
| 98    | Nicolas Vogondy (FRA)   |
| 99    | Matthew Wilson (AUS)    |

| Číslo | Jezdec                        |
| ----- | ----------------------------- |
| 101   | José Ignacio Gutiérrez (ESP)  |
| 102   | José Enrique Gutiérrez (ESP)  |
| 103   | David Latasa (ESP)            |
| 104   | Jesus Manzano (ESP)           |
| 105   | David Munoz (ESP)             |
| 106   | Ivan Parra (COL)              |
| 107   | Javier Pascual Llorente (ESP) |
| 108   | Antonio Tauler (ESP)          |
| 109   | Julian Usano (ESP)            |

| Číslo | Jezdec                   |
| ----- | ------------------------ |
| 111   | Paolo Bettini (ITA)      |
| 112   | László Bodrogi (HUN)     |
| 113   | Davide Bramati (ITA)     |
| 114   | David Cañada (ESP)       |
| 115   | Servais Knaven (NED)     |
| 116   | Luca Paolini (ITA)       |
| 117   | Michael Rogers (AUS)     |
| 118   | Kurt Van De Wouwer (BEL) |
| 119   | Richard Virenque (FRA)   |

| Číslo | Jezdec                  |
| ----- | ----------------------- |
| 121   | Christophe Moreau (FRA) |
| 122   | Stéphane Augé (FRA)     |
| 123   | Pierrick Fédrigo (FRA)  |
| 124   | Sébastien Hinault (FRA) |
| 125   | Thor Hushovd (NOR)      |
| 126   | Lilian Jégou (FRA)      |
| 127   | Stuart O'Grady (AUS)    |
| 128   | Benoît Poilvet (FRA)    |
| 129   | Jens Voigt (GER)        |

| Číslo | Jezdec                   |
| ----- | ------------------------ |
| 131   | Jan Ullrich (GER)        |
| 132   | Daniel Becke (GER)       |
| 133   | Angel Casero (ESP)       |
| 134   | Félix Garcia Casas (ESP) |
| 135   | Aitor Garmendia (ESP)    |
| 136   | Fabrizio Guidi (ITA)     |
| 137   | Thomas Liese (GER)       |
| 138   | David Plaza (ESP)        |
| 139   | Tobias Steinhauser (GER) |

| Číslo | Jezdec                  |
| ----- | ----------------------- |
| 141   | Robbie McEwen (AUS)     |
| 142   | Serge Baguet (BEL)      |
| 143   | Christophe Brandt (BEL) |
| 144   | Hans De Clercq (BEL)    |
| 145   | Nick Gates (AUS)        |
| 146   | Axel Merckx (BEL)       |
| 147   | Koos Moerenhout (NED)   |
| 148   | Léon van Bon (NED)      |
| 149   | Rik Verbrugghe (BEL)    |

| Číslo | Jezdec                 |
| ----- | ---------------------- |
| 151   | Laurent Brochard (FRA) |
| 152   | Mikel Astarloza (ESP)  |
| 153   | Alexandr Bočarov (RUS) |
| 154   | Iñigo Chaurreau (ESP)  |
| 155   | Andy Flickinger (FRA)  |
| 156   | Jaan Kirsipuu (EST)    |
| 157   | Christophe Oriol (FRA) |
| 158   | Nicolas Portal (FRA)   |
| 159   | Ludovic Turpin (FRA)   |

| Číslo | Jezdec                  |
| ----- | ----------------------- |
| 161   | Stefano Garzelli (ITA)  |
| 162   | Dario Andriotto (ITA)   |
| 163   | Paolo Bossoni (ITA)     |
| 164   | Andrej Hauptman (SLO)   |
| 165   | Eddy Mazzoleni (ITA)    |
| 166   | Marco Milesi (ITA)      |
| 167   | Fred Rodriguez (USA)    |
| 168   | Romāns Vainšteins (LAT) |
| 169   | Steve Zampieri (SUI)    |

| Číslo | Jezdec                     |
| ----- | -------------------------- |
| 171   | Iban Mayo (ESP)            |
| 172   | Mikel Artetxe (ESP)        |
| 173   | David Etxebarria (ESP)     |
| 174   | Unai Etxebarria (VEN)      |
| 175   | Roberto Laiseka (ESP)      |
| 176   | Iñigo Landaluze (ESP)      |
| 177   | Alberto Lopez Munain (ESP) |
| 178   | Samuel Sánchez (ESP)       |
| 179   | Haimar Zubeldia (ESP)      |

| Číslo | Jezdec                 |
| ----- | ---------------------- |
| 181   | Didier Rous (FRA)      |
| 182   | Walter Bénéteau (FRA)  |
| 183   | Sylvain Chavanel (FRA) |
| 184   | Anthony Geslin (FRA)   |
| 185   | Maryan Hary (FRA)      |
| 186   | Damien Nazon (FRA)     |
| 187   | Jérôme Pineau (FRA)    |
| 188   | Franck Renier (FRA)    |
| 189   | Thomas Voeckler (FRA)  |

| Číslo | Jezdec                 |
| ----- | ---------------------- |
| 191   | Davide Rebellin (ITA)  |
| 192   | Udo Bölts (GER)        |
| 193   | René Haselbacher (AUT) |
| 194   | Uwe Peschel (GER)      |
| 195   | Olaf Pollack (GER)     |
| 196   | Michael Rich (GER)     |
| 197   | Torsten Schmidt (GER)  |
| 198   | Georg Totschnig (AUT)  |
| 199   | Markus Zberg (SUI)     |

| Číslo | Jezdec                     |
| ----- | -------------------------- |
| 201   | Laurent Dufaux (SUI)       |
| 202   | Fabio Baldato (ITA)        |
| 203   | Alessandro Bertolini (ITA) |
| 204   | Pietro Caucchioli (ITA)    |
| 205   | Raffaele Ferrara (ITA)     |
| 206   | Angelo Furlan (ITA)        |
| 207   | Vladimir Miholjevic (CRO)  |
| 208   | Andrea Noè (ITA)           |
| 209   | Franco Pellizotti (ITA)    |

| Číslo | Jezdec                    |
| ----- | ------------------------- |
| 211   | Patrice Halgand (FRA)     |
| 212   | Pierre Bourquenoud (SUI)  |
| 213   | Samuel Dumoulin (FRA)     |
| 214   | Christophe Edaleine (FRA) |
| 215   | Frédéric Finot (FRA)      |
| 216   | Stephane Goubert (FRA)    |
| 217   | Jurij Krivcov (UKR)       |
| 218   | Laurent Lefèvre (FRA)     |
| 219   | Jean-Patrick Nazon (FRA)  |